# Año Internacional de las Legumbres
2016 fue proclamado Año Internacional de las Legumbres por la Asamblea General de las Naciones Unidas mediante la resolución 68/231, aprobada el 20 de diciembre de 2013, durante su sexagésimo octavo período de sesiones. La iniciativa, promovida por la Organización de las Naciones Unidas para la Alimentación y la Agricultura (FAO), tuvo como propósito destacar el papel esencial de las legumbres en la seguridad alimentaria, la nutrición y la sostenibilidad agrícola. Se reconoció que cultivos como lentejas, frijoles, arvejas y garbanzos son fuentes cruciales de proteínas vegetales tanto para las personas como para los animales, además de contribuir positivamente al medio ambiente gracias a su capacidad de fijar nitrógeno y mejorar la fertilidad del suelo.

## Actividades y alcance
Durante el Año, se llevaron a cabo múltiples actividades dirigidas a sensibilizar a la población mundial sobre los beneficios nutricionales de las legumbres y su importancia en la promoción de dietas saludables para combatir enfermedades crónicas como la diabetes, las afecciones coronarias y el cáncer. La FAO, en colaboración con gobiernos, organizaciones no gubernamentales y otras partes interesadas, facilitó eventos, campañas educativas y conferencias, incluyendo la Conferencia Internacional de Legumbres en Burkina Faso. Las actividades también se centraron en fomentar la producción global de legumbres, mejorar la rotación de cultivos y abordar desafíos en el comercio internacional de estos productos. Al finalizar el año, un informe detallado sobre las actividades y el impacto de la conmemoración fue presentado al septuagésimo tercer período de sesiones de la Asamblea General.

## Legumbres, semillas nutrientes para un mundo sostenible
Como respaldo al Año Internacional de las Legumbres 2016 la Organización de las Naciones Unidas para la Alimentación y la Agricultura ha editado el libro de divulgación Legumbres, semillas nutrientes para un mundo sostenible, escrito por los autores españoles Luis Cepeda Baranda y Saúl Cepeda Lezcano, publicado en seis idiomas y distribuido en 194 países.